# Aeroporto del Salento
Luchthaven Salento (of Luchthaven Brindisi) (Italiaans: Aeroporto del Salento) is de luchthaven van de stad Brindisi in het zuiden van Italië. De luchthaven ligt op ongeveer 6 km van het centrum van de stad. Er is een regelmatige busverbinding met het centrum. De luchthaven is onderdeel van de verenigde luchthavens van Apulië.
De luchthaven werd opgericht in de jaren dertig met de bouw van een militaire start-en landingsbaan.
In 2009 werd de grens van 1 miljoen passagiers overschreden.

## Fotogalerij

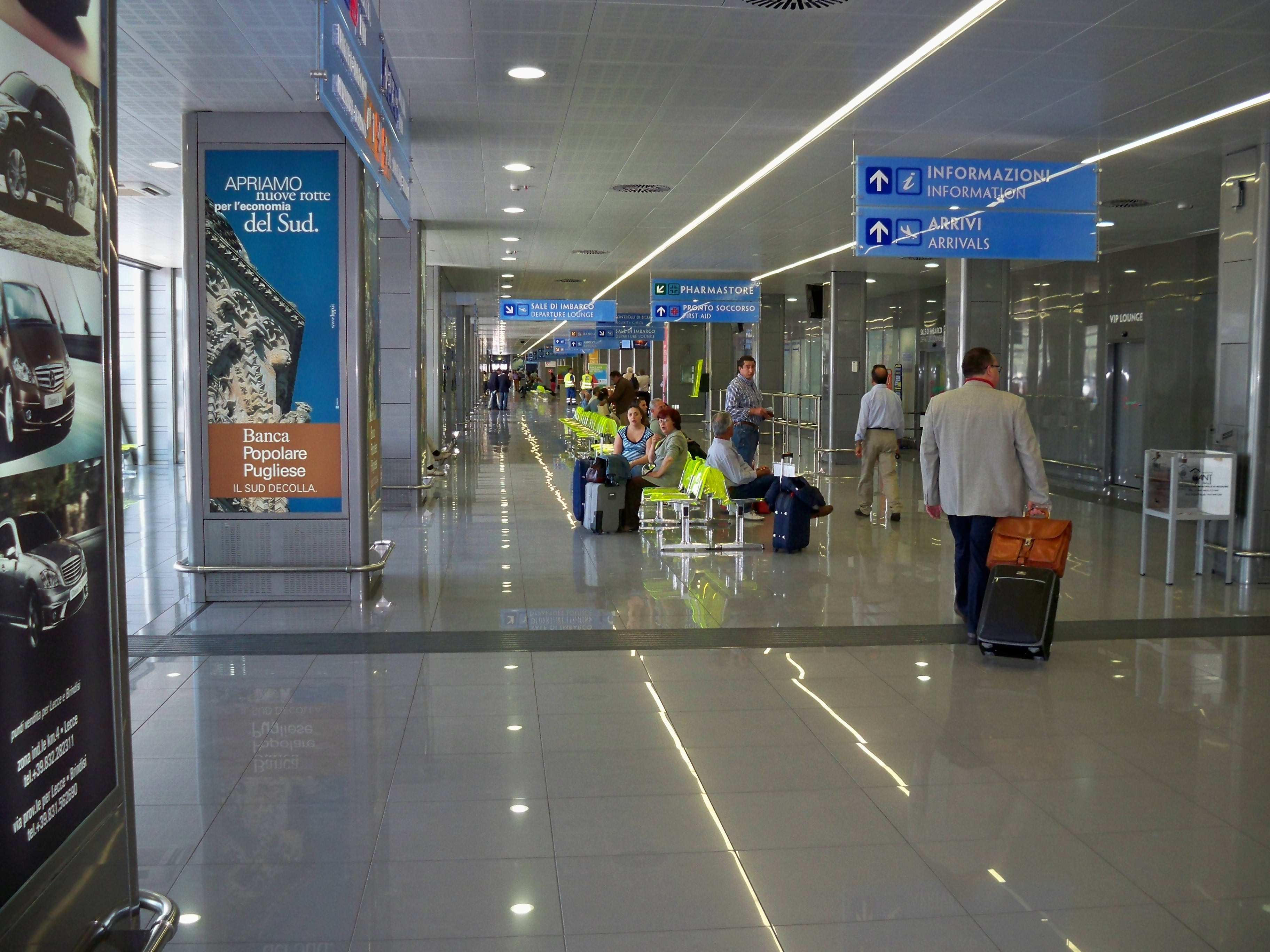
Aeroporto del Salento
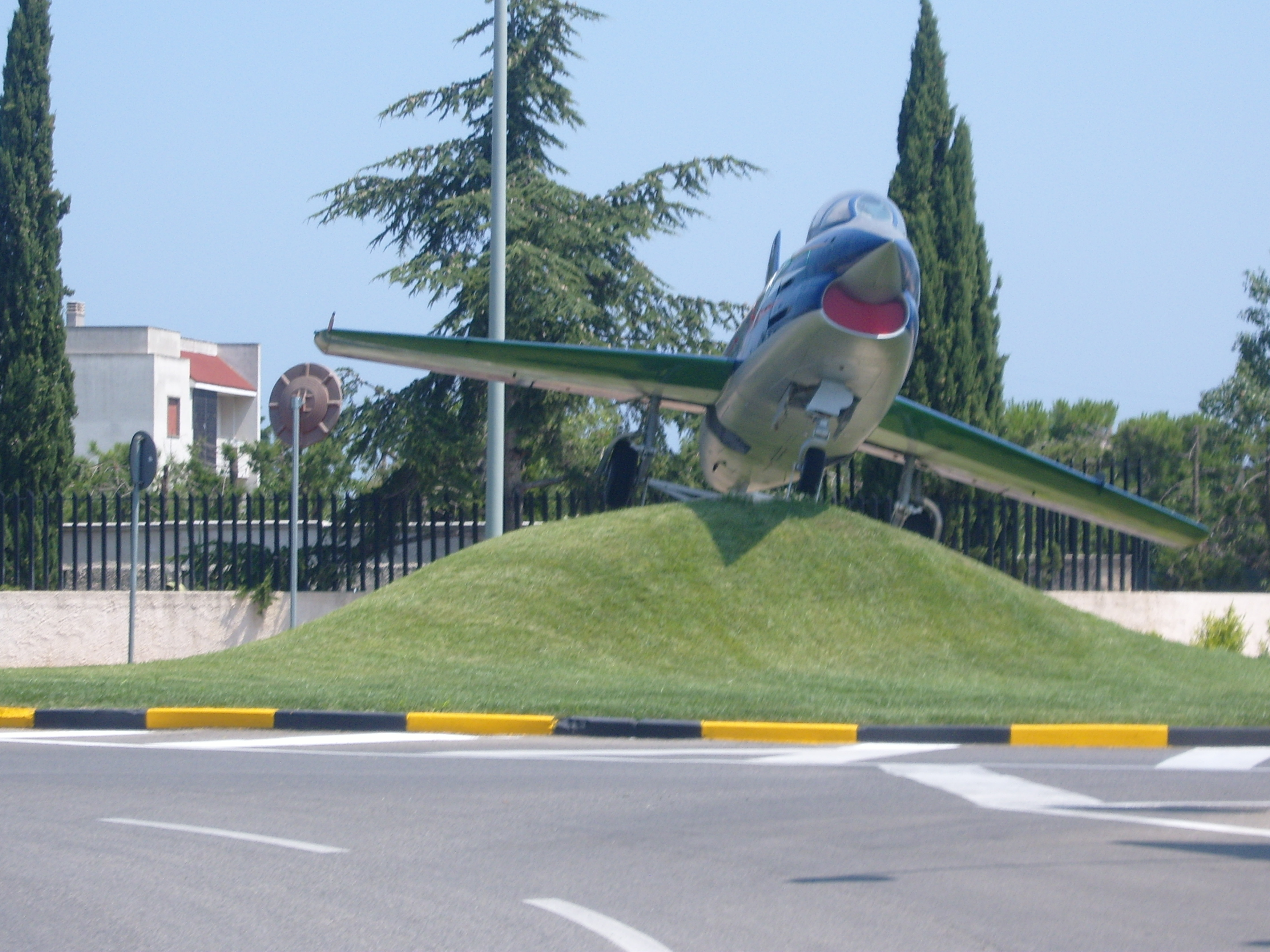
Modelvliegtuig nabij Aeroporto del Salento